# Tom Spring
Tom Spring, detto The light tapper (Witchend in Fownhope, 22 febbraio 1795 – 20 agosto 1851), è stato un pugile inglese, campione d'Inghilterra di pugilato a pugni nudi dal 1823 al 1824.
Inizia la sua carriera di pugile all'età di 17 anni mentre lavorava ancora come macellaio a Hereford, contro John Hollands. Fu avvicinato alla boxe dal padre, che riempì un sacco di sabbia per allenare il figlio.
Nel 1814 fu notato da il campione in carica Tom Cribb, che rimase impressionato dalla capacità di Spring tanto che lo convinse a partire per Londra dove avrebbe potuto dare vita ad una carriera da pugile professionista. Il suo vero cognome è "Winter", che decide di cambiare non appena arrivò a Londra. Poco prima di partire il padre di Spring finì in carcere per debiti, da allora tra i due si perse ogni contatto.
La sua carriera da professionista ha inizio con la doppia sfida contro Ned Painter, un pugile di ottima esperienza. Il primo incontro tra i due termina alla 31ª ripresa con la vittoria di Spring, nel secondo incontro è Ned a vincere alla 42ª ripresa, quando Spring decise di ritirarsi a causa di una grossa ferita sanguinante attorno l'occhio.

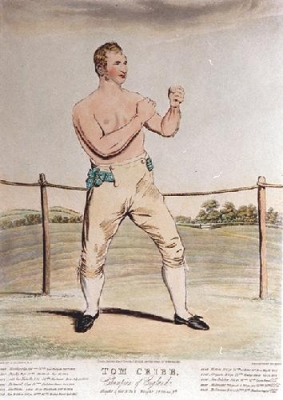
Tom Cribb

Nel 1819 girò per tutta l'Inghilterra come sparring partner di Tom Cribb. Cribb credeva molto nel giovane Cribb e quando si ritirò nel 1821 consegnò il titolo direttamente a Spring.
Spring si rese disponibile ad affrontare chiunque per mettere in discussione il titolo ottenuto per eredità. Nessuno si fece avanti fino al 1823, quando Bill Neat si propose per un incontro. Dopo 37 minuti e un ko subito da Neat, Spring fu dichiarato vincitore.
Lo sfidante successivo fu il pugile irlandese Jack Langan, un pugile forte e pesante ma decisamente più lento di Spring. Si incontrarono due volte successive, in entrambe Spring ebbe la meglio sullo sfidante.
Nel 1824 Spring si ritirò dal pugilato, come fece il suo maestro e predecessore Cribb. Le sue mani non erano mai state forti, dopo 10 anni di intensa attività professionistica apparivano rovinate e troppo stanche per nuovi combattimenti.
Tom Spring possedeva uno stile che lo distingueva completamente dalla maggior parte dei pugili a lui contemporanei. Considerato un combattente scientifico, non è rimasto famoso per i suoi pugni a causa delle sue mani deboli, ma per la solida difesa e per il rapido movimento di gambe con cui metteva in difficoltà gli sfidanti. Era molto abile ad evitare i colpi dell'avversario, i suoi colpi non erano potenti ma comunque numerosi e rapidi. Ideò un passo denominato "il passo dell'arlecchino", si trattava di un rapido movimento con cui fintava un attacco, evitava la risposta dell'avversario ed infine colpiva al volto.
Nel 1823, dopo il suo primo incontro con Bill Neat, fu soprannominato "lady's maid fighter" a causa della debolezza dei suoi pugni.
A seguito del ritiro, divenne proprietario del Castle Inn ad Holborn, dove si dedicò all'organizzazione e alla gestione dei più importanti incontri di boxe del periodo. Lo stesso Spring riteneva necessario che il pugilato dell'epoca si ripulisse dalla notevole corruzione e che i professionisti si sfidassero nel rispetto del fair play. Il 25 settembre 1828 fondò la "Fair Play Club", che svolse un'opera di primo piano nel mondo della boxe, tanto che Spring fu autorizzato dalla federazione ufficiale a migliorare le regole del London Prize Ring Rules per evitare le continue invasioni sul ring da parte dei tifosi.
Nonostante il suo spirito sportivo non può essere considerato immune da critiche. Conosceva tutti i maggiori pugili del periodo e organizzava gli incontri più importanti, si trovava quindi in una condizione di "inside Knowledge", ciò gli permetteva di sapere sempre su chi scommettere forti somme di denaro.
Nel 1831 divenne il protettore del pugile irlandese Simon Byrne che il 12 luglio portò sul ring contro il campione in carica Jem Ward, sapendo che Byrne era fuori condizione atletica e non in grado di affrontare un pugile come Ward. Spring ritirò dalla sfida Byrne alla 33ª ripresa, permettendo a Ward di vincere. I commentatori sportivi di allora commentarono la sfida come un "affare vergognoso".
Nel 1833 Byrne affrontò James Burke per il titolo di campione, l'incontro viene ancora ricordato come il più lungo e brutale della storia della boxe. La sfida arrivò al 99º round senza che nessuno dei due pugili cedesse. Alla fine Byrne cadde al tappeto in stato di incoscienza, tre giorni dopo morì.
La morte di Byrne provocò uno scossone nel mondo della boxe, si sentì la necessità di una riforma radicale delle regole di combattimento. I pugili erano diventati troppo abili e potenti per poter trovare applicazione le ormai datate regole di Jack Broughton.